# Lijst van burgemeesters van Schouwen-Duiveland
Dit is een lijst van burgemeesters van de Nederlandse gemeente Schouwen-Duiveland in de provincie Zeeland sinds haar stichting in 1997.
| Ambtsperiode             | Naam burgemeester | Partij of stroming | Bijzonderheden |
| ------------------------ | ----------------- | ------------------ | -------------- |
| 1997 - januari 2009      | Jack Asselbergs   | VVD                |                |
| 15 maart 2009 - mei 2020 | Gerard Rabelink   | partijloos         | [ 1 ]          |
| 12 mei 2020 - heden      | Jack van der Hoek | D66                | [ 2 ]          |